# 国府町和田
国府町和田（こくふちょうわだ）は、徳島県徳島市の町名。国府地区に属している。郵便番号は〒779-3121。
- 人口：2,301人（2010年11月。徳島市の調査より）
- 世帯数：902世帯（同上）

## 地理
徳島市の北部に位置。北は国府町井戸・国府町北岩延、東は国府町南岩延、南は名東町二丁目・国府町早淵、西は国府町府中と接する。鮎喰川左岸に位置し、標高5.0〜7.4m。北からJR徳島線・国道192号・旧伊予街道が東西に走り、都市化が著しい。
古代名方郡条理地割が一部に残り、五反田・七反田・八反田などの小字名が残る。
当地は江戸期より徳島藩で盛んであった人形芝居に使われる人形を制作する人形師の町として有名。江戸期から昭和にかけて常右衛門・順右衛門・人形富・人形史・人形友・人形専・天狗久・天狗要・三世天狗久などの人形師を輩出した。天狗久の作品50余点が県文化財となっている。
国道沿線は商業地区、JR徳島線以北は住宅地区、南の旧伊予街道沿線は街村状の古い街並みが残る。

### 小字
- 居内
- 馬淵
- 表

- 窪田
- 五反田
- 添田

- 高田
- 竹添
- 堤添

- 西ノ宮
- 七反田
- 八反田

- 原淵
- 宮ノ元

### 河川
- 鮎喰川

## 歴史
1967年（昭和42年）に名東郡国府町が徳島市に編入し、現在の町名となった。

## 施設
- 徳島市天狗久資料館（こくふ街角博物館）
- 王子和多津美神社
- 長生堂製薬配送センター

## 交通

### 道路
一般国道
- 国道192号

都道府県道
- 徳島県道29号徳島環状線
- 徳島県道207号鬼籠野国府線

### 路線バス
徳島バス
- 和田東
- 和田北